# Young Money Entertainment
Young Money Entertainment — лейбл, основанный американским рэпером Лилом Уэйном. Президентом Young Money является его друг детства Мак Мэйн. Наиболее известными артистами, записывающими свои песни в этой студии являются Лил Уэйн, Drake, Ники Минаж, Tyga, Lil Twist, Mack Maine, Jae Millz, Cory Gunz, DJ Khaled и другие.

## История
В октябре 2007 года Лил Уэйн сообщил в интервью Vibe, что он ушёл с поста президента лейбла и передал свои полномочия Кортесу Брайанту. По состоянию на 2009 год, в качестве президента лейбла выступает Mack Maine. Рэпер Drake подписал контракт о сотрудничестве между Cash Money Records и Young Money. Позже, 21 декабря 2009 года был выпущен совместный альбом артистов из Young Money под названием We Are Young Money.

### 2009—2011:We Are Young Money
6 марта 2010 года Уэйн подтвердил, что рэпер Cory Gunz был последним артистом, подписавшим контракт с Young Money. В 2011 году T-Pain заявил о том, что перейдёт от Konvict Muzik в Young Money, но этого так и не произошло. В ноябре 2011 года Лил Уэйн представил всем 14-летнего певца Torion Sellers.

### С 2011 — наст. время:Rich Gang: Flashy Lifestyle
15 февраля 2013 года Mack Maine сообщил о том, что We the Future и 14-летняя дочь Лила Уэйна Регина Картер подписала контракт с Young Money. Следующими альбомами Young Money были I Am Not a Human Being II Лила Уэйна и Hotel California от Tyga. Первый был выпущен 26 марта, второй — 7 апреля. Третьим студийным альбомом Drake является Nothing Was the Same, а также третий студийный альбом Ники Минаж, The Pinkprint.
В декабре 2012 года Mack Maine объявил о выходе второго альбома Young Money. В феврале 2013 года Birdman вместе с Rich Gang выпустили сборник микстейпов с Cash Money и Young Money под названием Rich Gang: All Stars. Вскоре после того, как он объявил о сборнике под названием Rich Gang: Flashy Lifestyle, который планировался к выходу 21 мая 2013 года при участии членов Cash Money, Young Money и другими. Позже выход альбома был перенесён на 25 июня 2013 года.

## Подписанные артисты
| - Unree - Chanel West Coast - Кристина Милиан - Cory Gunz - Ники Минаж - Дрейк - Flow - Gudda Gudda - Jae Millz - Lil Chuckee - Лил Уэйн - Mack Maine | - Lil Twist - PJ Morton - Reginae Carter - Shanell - Short Dawg - T-Streets - Torion Sellers - W3 the Future |

## Бывшие артисты
- Boo
- Curren$y
- Omarion
- Kidd Kidd
- Lil Chuckee

## Дискография
- 2009: We Are Young Money
- 2013: Rich Gang (совместно с Cash Money Records)
- 2014: Young Money: Rise Of An Empire